# نورمندی (میزوری)
نورمندی (به انگلیسی: Normandy) یک شهر در ایالات متحده آمریکا است که در شهرستان سنت لوئیس، میزوری واقع شده‌است. نورمندی ۴٫۷۹ کیلومتر مربع مساحت و ۵٬۰۰۸ نفر جمعیت دارد و ۱۸۴ متر بالاتر از سطح دریا واقع شده‌است.